# 彼得·安茹

彼得·安茹（1796年2月15日－1869年10月12日）是一位北极探险家，也是俄罗斯帝国海军上将。出生於俄羅斯特維爾州上沃洛喬克。